# Stelis guatemalensis
Stelis guatemalensis är en orkidéart som beskrevs av Rudolf Schlechter. Stelis guatemalensis ingår i släktet Stelis och familjen orkidéer. Inga underarter finns listade i Catalogue of Life.